# Kristján Andrésson
Kristján Andrésson, född 27 mars 1981 i Eskilstuna i Sverige, är en isländsk handbollstränare och tidigare handbollsspelare (mittnia). Från september 2016 till januari 2020 var han förbundskapten för Sveriges herrlandslag. Innan dess var han tränare för Eskilstuna Guif, 2007–2016. Som spelare tävlade han som senior för IF Guif tills han skadade knät under hösten 2004 och avslutade karriären 2005. Han spelade 13 landskamper och gjorde 10 mål för Islands landslag och deltog med dem vid OS 2004 i Aten.
Den 13 september 2016 presenterades Andrésson som ny förbundskapten för Sveriges herrlandslag. Hans första mästerskap blev VM 2017 i Frankrike, fyra månader efter att ha tillträtt. Trots en relativt oprövad trupp, med bland annat Jerry Tollbring och Albin Lagergren som nyckelspelare i startuppställningen, slutade laget överraskade på sjätte plats, efter att ha blivit utslaget av turneringens segrare Frankrike i kvartsfinalen. I januari året efter spelade laget EM i Kroatien. Väl där ledde han laget till final, men de förlorade mot Spanien och tog därmed silver. Detta var Sveriges första mästerskapsmedalj sedan OS 2012 och första EM-medalj sedan guldet 2002.
I juni 2018 avslöjades att Andrésson skrivit på ett treårskontrakt, att ta över som tränare för det tyska storlaget Rhein-Neckar Löwen från och med säsongen 2019/2020. Han fortsatte som förbundskapten för Sverige parallellt med klubbuppdraget, till och med EM 2020. Efter mästerskapet ersattes Andrésson av norske tränaren Glenn Solberg.
Redan i februari 2020 valde Rhein-Neckar Löwens ledning att avsluta Andréssons kontrakt med omedelbar verkan, på grund av "negativ utveckling".
Mellan 2021 och 2023 var han sportchef för Eskilstuna Guif.

## Klubbar som spelare
Som spelare
- HK Eskil (–1999)
- IF Guif (1999–2004)

## Tränaruppdrag
- IF Guif (assisterande, 2006–2007)
- IF Guif / Eskilstuna Guif (2007–2016)
- Sveriges herrlandslag (2016–2020)
- Rhein-Neckar Löwen (2019–2020)

## Tränarmeriter
Klubblag
- Seriesegrare i Elitserien två gånger (2012 och 2014) med Eskilstuna Guif

Landslag
- VM 2017 i Frankrike: 6:a
- EM 2018 i Kroatien:  Silver
- VM 2019 i Danmark och Tyskland: 5:a
- EM 2020 i Norge, Sverige och Österrike: 7:a